# Tế bào nang giáp
Tế bào nang giáp (còn được gọi là tế bào biểu mô tuyến giáp hoặc tế bào giáp) là loại tế bào chính trong tuyến giáp, có vai trò sản xuất và bài tiết hormone tuyến giáp thyroxine (T4) và triiodothyronine (T3). Các tế bào sắp xếp tạo nên một lớp biểu mô hình khối, là lớp duy nhất tạo nên cấu trúc ngoài của nang giáp.

## Cấu trúc

### Vị trí
Các tế bào nang giáp tạo thành một biểu mô hình khối đơn giản, sắp xếp trong nang giáp hình cầu bao quanh một không gian chứa đầy chất keo. Tế bào nang giáp hợp lại, giới hạn một khoảng bên trong được gọi là lòng nang. Màng đáy ngoài của tế bào nang chứa các thụ thể thyrotropin liên kết với hormone kích thích tuyến giáp (TSH) được tìm thấy trong máu.
Tế bào cận nang sản xuất calcitonin cũng được tìm thấy dọc theo màng đáy của nang giáp, nằm xen kẽ giữa các tế bào nang; và trong các khoảng trống giữa các nang hình cầu. Tế bào cận nang có thể được phân biệt với tế bào nang bằng cách sử dụng nhuộm H&E: tế bào chất của tế bào cận nang bắt màu sáng hơn.

### Phát triển
Nguồn gốc phôi thai của tế bào nang giáp là từ một khối nội trung bì ở vùng lưỡi (lỗ tịt), còn tế bào cận nang phát sinh từ túi hầu thứ 4.

## Chức năng

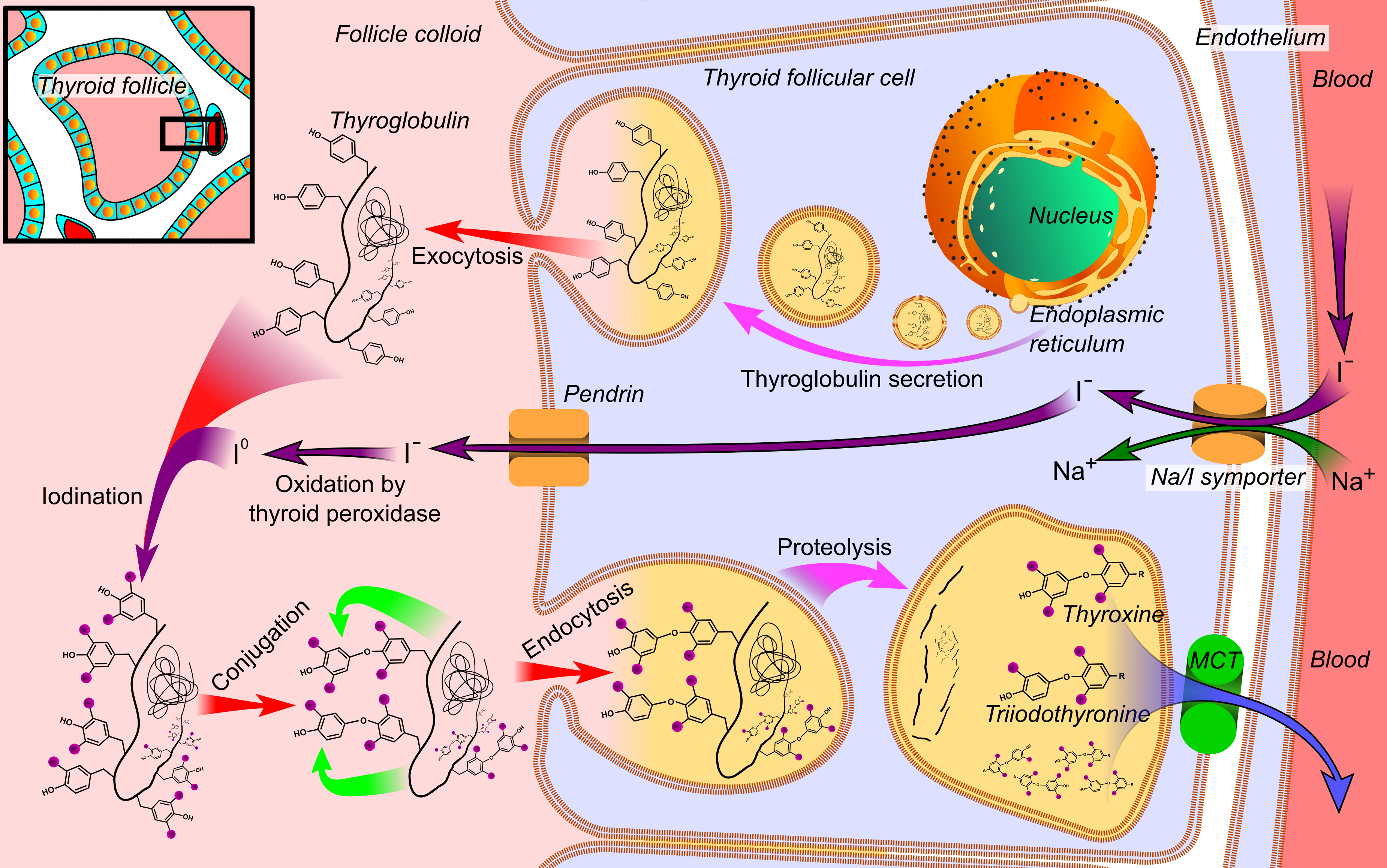
Tổng hợp hormone tuyến giáp.

Các tế bào nang tiếp nhận iodide và các amino acid từ hệ tuần hoàn, tổng hợp thyroglobulin và thyroperoxidase từ amino acid và tiết ra các amino acid này vào nang giáp cùng với iodide. Các tế bào nang sau đó tiếp nhận thyroglobulin iod từ các nang bằng quá trình nhập bào, tạo các hormone thyroid nhờ enzym protease, sau đó giải phóng hormone thyroid vào máu.
Các hormone tuyến giáp này được vận chuyển khắp cơ thể, kiểm soát sự trao đổi chất (là quá trình chuyển hóa oxy và carbohydrate thành năng lượng). Mọi tế bào trong cơ thể phụ thuộc vào hormone tuyến giáp để điều chỉnh sự trao đổi chất của chúng. Tuyến giáp bình thường sản xuất khoảng 80% T4 và khoảng 20% T3, tuy nhiên, T3 có hoạt động mạnh gấp 4 lần T4.

### Vận chuyển iod
Việc vận chuyển iod vào tế bào nang rất quan trọng đối với sự tổng hợp iod có chứa hormone tuyến giáp. Muối Iodide được vận chuyển tích cực tại màng đáy của các tế bào nang trứng nhờ chất đồng vận natri-iodide. Ở màng đỉnh, iodide được tiết vào chất keo bởi chất vận chuyển chloride/iodide là pendrin.